# Gerhardt Lynge
Gerhardt Lynge (14. marts 1885 – 7. februar 1956) var ansat som lærer i Aarhus Kommune gennem en årrække; men det var musikken som havde hans hjerte. Gerhardt Lynge udgav Danske Komponister i det 20. århundredes begyndelse i 1916-1917.